# 가르체아 2세 산체스
가르체아 2세 산체스(Gartzea II.a Santxez)는 나바라의 왕이자 아라곤의 백작이다.

## 생애
997년 칼라타유드(Calatayud)를 침공해 그곳 총독의 동생을 죽였다. 1000년 그의 연합 세력은 세르베라 전투(Battle of Cervera )에서 알 만수르(Almanzor)한테 패했다. 1002년 팜플로나 왕국 등이 연합한 기독교 세력은 칼라타냐소르 전투(Battle of Calatañazor)에서 이슬람 세력에 승리했다.

## 가계
아버지인 산초 가르세스 2세(Sancho Garcés II)와 우라카 페르난데스(Urraca Fernández) 사이에서 태어났다. 페르난도 베르문데스의 딸인 히메나 페르난데스(Jimena Fernández)와 결혼해 산초 가르세스 3세(Sancho Garcés III), 엘비라(Elvira Garcés), 가르시아(García Garcés), 우라카(Urraca Garcés)를 낳았다.